# Sci di fondo agli VIII Giochi asiatici invernali - 10km TC maschile
La gara 10km a tecnica classica maschile si è svolta il 20 febbraio 2017 al Shirahatayama Open Stadium di Sapporo in Giappone.

## Risultati
| Rank | Atleta             | Tempo     |
| ---- | ------------------ | --------- |
| 1    | Akira Lenting      | 25:15.6   |
| 2    | Magnus Kim         | 25:32.5   |
| 3    | Kohei Shimizu      | 25:39.0   |
| 4    | Sergey Cherepanov  | 25:51.1   |
| 5    | Nikolay Chebotko   | 26:08.2   |
| 6    | Yerdos Akhmadiyev  | 26:16.6   |
| 7    | Naoto Baba         | 26:27.5   |
| 8    | Sergey Malyshev    | 26:32.3   |
| 9    | Wang Qiang         | 27:21.3   |
| 10   | Park Seong-beom    | 27:43.8   |
| 11   | Hwang Jun-ho       | 27:58.8   |
| 12   | Shang Jincai       | 28:06.6   |
| 13   | Zhu Mingliang      | 28:18.7   |
| 14   | Kim Min-woo        | 29:17.1   |
| 15   | Ben Sim            | 29:38.0   |
| 16   | Wang Runzhe        | 30:47.8   |
| 17   | Jackson Bursill    | 32:47.4   |
| 18   | Mohamed Iliyas     | 36:13.8   |
| 19   | Jagdish Singh      | 36:48.4   |
| 20   | Samer Tawk         | 41:15.2   |
| 21   | Lukas Hettiaratchi | 48:51.0   |
| 22   | Nguyễn Đức Mạnh    | 1:04:30.0 |